# Alcis eupithicoides
Alcis eupithicoides là một loài bướm đêm trong họ Geometridae.